# Ne bis in idem
Ne bis in idem ‚nicht zweimal in derselben Sache‘, oder bis de eadem re ne sit actio ‚zweimal darf man dieselbe Sache nicht verhandeln‘, ist die lateinische Formulierung eines Rechtsgrundsatzes des Römischen Rechts, dessen Kerngedanke schon beim athenischen Redner Demosthenes (* 384 v. Chr.; † 322 v. Chr.) in seiner Einrede gegen Nausimachos und Xenopeithes (Παραγραφή προς Ναυσίμαχον και Ξενοπείθην) nachzuweisen ist (D. 38,4 [985]): Ὅτι δ᾽ οὐκ ἐῶσιν οἱ νόμοι περὶ τῶν οὕτω πραχθέντων αὖθις δικάζεσθαι, νομίζω μὲν ἅπαντας ὑμᾶς εἰδέναι (Dass die Gesetze es nicht zulassen, über das, was so ausgehandelt worden ist, erneut gerichtlich zu urteilen, wisst ihr, glaube ich, alle.).
Der Rechtsgrundsatz beschreibt einen Teilaspekt der materiellen Rechtskraft: Ein mit Rechtsmitteln nicht mehr anfechtbares Urteil klärt einen bestimmten Sachverhalt im Umfang des Tenors abschließend. Der Sachverhalt darf dann grundsätzlich nicht mehr zum Gegenstand einer neuen richterlichen Entscheidung gegen den Betroffenen gemacht werden. Mit dieser Bedeutung als Wiederholungsverbot gilt er in allen Rechtsbereichen. Viele Staaten haben unter Vorrangstellung der materiellen Gerechtigkeit gegenüber der formellen unter bestimmten Voraussetzungen – zum Beispiel bei nachträglichem Geständnis des Täters – Einschränkungen dieses Grundsatzes vorgenommen. In Indien und Mexiko ist der Grundsatz bislang uneingeschränkt gültig, da er verfassungsrechtlich abgesichert ist.
Im Strafrecht ist ne bis in idem als Verbot der Doppelbestrafung (genauer: Verbot der Mehrfachbestrafung) ein fundamentaler Grundsatz eines jeden fairen Strafprozesses. Er findet sich in unterschiedlichen Gestaltungen in allen modernen (Straf-)Rechtsordnungen wieder.
Das Verbot der Doppelbestrafung stellt für den Einzelnen ein subjektiv-öffentliches Recht dar. Die Terminologie ist nicht immer einheitlich, überwiegend wird vom ne bis in idem als Grundrecht oder in Deutschland jedenfalls grundrechtsgleichem Recht (Justizgrundrecht) gesprochen, geregelt in Art. 103 Abs. 3 GG. Wegen der Bedeutung für das rechtsstaatliche Strafverfahren ist auch der Begriff des Justiz- oder Prozessgrundrechts gebräuchlich.

## Regelungen in Deutschland
Obwohl der Grundsatz in Deutschland in allen Rechtsbereichen gilt, wird er überwiegend im straf- und ordnungsrechtlichen Kontext verwendet. Er hat durch die Regelung in Art. 103 Abs. 3 Grundgesetz Verfassungsrang.
Das Institut des Strafklageverbrauchs steht aufgrund seines Verfassungsrangs typischerweise im Spannungsfeld konkurrierender Verfahrensziele. Einerseits soll die materielle Richtigkeit eines Urteils gewährleistet sein, andererseits sollen Rechtskraft und Rechtssicherheit (Verfahrensabschluss) geboten sein. Dazu wird der  Sachverhalt im Rahmen des Amtsermittlungsgrundsatzes umfassend ermittelt, dies aber über die funktional völlig unterschiedenen Organe der Rechtspflege (Staatsanwaltschaft und Gericht). Gleichzeitig aber soll der Verfahrensstoff eng begrenzt sein, damit der Angeklagte auch geschützt werden kann.
Für den Bereich des Strafrechts gilt demnach, dass eine angeklagte prozessuale Tat durch ein rechtskräftiges Urteil grundsätzlich endgültig rechtlich bewertet ist. Der Tatvorwurf (das heißt der der Anklage zugrundeliegende Sachverhalt) ist damit für weitere Prozesse nicht mehr verwertbar – es liegt insofern ein Strafklageverbrauch vor. So kann ein Täter, der rechtskräftig wegen eines Totschlags verurteilt wurde, nicht nach Abschluss des Verfahrens noch einmal wegen Mordes an derselben Person verurteilt werden, wenn die Mordmerkmale erst später festgestellt werden. Der Grundsatz gilt allerdings immer nur in Bezug auf eine konkrete Tat. Er bedeutet nicht, dass beispielsweise ein Bankräuber nicht verurteilt werden kann, wenn er dieselbe Bank später ein weiteres Mal überfällt, oder dass ein wegen einer Tat unschuldig Verurteilter einen „Freischuss“ bekommt, die Tat dann nachträglich zu begehen. Dies wäre dann eine andere Tat – nicht die, für die er verurteilt wurde.
Im Ordnungswidrigkeitenrecht ist der Bußgeldbescheid ein Verfolgungshindernis für ein erneutes Ordnungswidrigkeitenverfahren für dieselbe Tat,  siehe § 84 Abs. 1 OWiG (nicht aber für ein Strafverfahren). Ist im Ordnungswidrigkeitenverfahren allerdings ein bereits rechtskräftiges Urteil ergangen, steht dieses auch der strafrechtlichen Verfolgung entgegen, siehe § 84 Abs. 2 OWiG.
Der Grundsatz ne bis in idem reicht aber nach der Rechtsprechung des Bundesgerichtshofs und des Bundesverfassungsgerichts über ein bloßes Verbot der Doppelbestrafung hinaus. Es schließt grundsätzlich insbesondere eine erneute Strafverfolgung derselben Tat auch bei erfolgtem Freispruch aus, denn der Betroffene soll durch diesen auch vor den existentiellen Unsicherheiten eines zweiten Strafverfahrens in derselben Sache geschützt werden.
Das Nichtvorliegen eines Strafklageverbrauchs – insoweit als Negativmerkmal – im Sinne von Art. 103 Abs. 3 GG (ne bis in idem) hingegen stellt demnach eine elementare Verfahrensvoraussetzung mit materiellem Einschlag (Abstellen auf den Aspekt der prozessualen Tat) dar, wonach eine abgeurteilte Tathandlung eben prinzipiell – wenn das Urteil formell ordentlich zustande gekommen ist – ein für alle Mal Schluss sein lässt („Rechtsfrieden“).
Zu unterscheiden ist zwischen:
- unbeschränktem Strafklageverbrauch zum Beispiel durch
  - Sachurteil über dieselbe prozessuale Tat;
  - Prozessurteil über dieselbe prozessuale Tat (§ 260 Abs. 3 StPO), falls darin von einem unbehebbaren Verfahrenshindernis ausgegangen wird;

und
- beschränktem Strafklageverbrauch zum Beispiel bei
  - Einstellung nach § 153a Abs. 1 Nr. 5 StPO mit Auflagenerfüllung;
  - erfolgloser Klageerzwingung;
  - Ablehnungsbeschluss bezüglich Verfahrenseröffnung (§ 211 StPO);
  - Erlassablehnung eines Strafbefehls durch den Richter (§ 408 Abs. 2 StPO);
  - Absehen von Verfolgung (§ 153 Abs. 1 StPO);
  - Einstellung nach § 153 Abs. 2 StPO;
  - Einstellung nach § 154 Abs. 1 StPO (die zwar keinen Strafklageverbrauch im eigentlichen Sinne begründet, aber nach umfänglichen Ermittlungen mit vergleichbarer Wirkung ein Vertrauen in den Verfahrensabschluss schafft, das nicht ohne sachlichen Grund enttäuscht werden darf).[6]

Nicht zu einem Strafklageverbrauch führen in der Regel ausländische Urteile außerhalb der EU, es sei denn, es bestehen internationale Abkommen der beteiligten Länder hierüber.
Ausnahmen vom ne-bis-in-idem-Grundsatz sind nur in äußerst eng begrenzten Fällen möglich, sofern ein Verfahren wiederaufgenommen wird. Dafür eröffnet die Strafprozessordnung Deutschlands (StPO) – allem voran zum Nachteil des Angeklagten (weil auch nur solchenfalls ein Verstoß gegen den ne-bis-in-idem-Grundsatz in Betracht kommt) – lediglich einen kurzen enumerativen Katalog auf Grund von Verfahrensfehlern (§ 362 Nrn. 1–4 StPO).
Zudem bestand seit 30. Dezember 2021 eine neue Gesetzeslage, welche für einige abschließend aufgezählte Tatbestände eine Rechtskraftdurchbrechung (Wiederaufnahme) ebenso zuungunsten des Freigesprochenen bei neuen Beweisen ermöglichte, vgl. § 362 Nr. 5 StPO (siehe den Fall Frederike von Möhlmann). Diese Änderung der Strafprozessordnung wurde vom Bundesverfassungsgericht am 31. Oktober 2023 für verfassungswidrig und damit nichtig erklärt.

## Regelungen im europäischen Strafrecht
Innerhalb des europäischen Strafrechts ist der Grundsatz des ne bis in idem in verschiedenen zwischenstaatlichen Übereinkommen normiert. Die wichtigste Regelung findet sich mittlerweile in Artikel 54 des Schengener Durchführungsübereinkommens (SDÜ). Allerdings ist Deutschland gemäß Art. 55 SDÜ in Verbindung mit einer entsprechenden Erklärung bei der Ratifikation an Art. 54 SDÜ nicht gebunden, wenn die Tat, die dem ausländischen Urteil zugrunde liegt, ganz oder teilweise im Inland begangen worden ist.
Ebenso findet sich der Grundsatz in Artikel 4 des 7. Zusatzprotokolls zur EMRK und in Art. 50 der Europäischen Grundrechtecharta. Darüber hinaus ist der ne-bis-in-idem-Grundsatz in ständiger Rechtsprechung des EuGH auch als allgemeiner ungeschriebener Rechtsgrundsatz des Gemeinschaftsrechts anerkannt.

## Regelungen im US-Strafrecht
Im US-Strafrecht kann niemand, der von einer Jury von zwölf Geschworenen freigesprochen worden ist, für ein und dieselbe Straftat in derselben Gerichtsbarkeit erneut angeklagt werden. Die Staatsanwaltschaft hat bei einem Freispruch keine Revisionsmöglichkeiten, selbst wenn der Freigesprochene die Tat danach offen zugibt. Allerdings darf unabhängig von einem Prozess auf Bundesstaats-, das heißt Einzelstaatsebene (state) auch die Bundesregierung (federal government) Anklage erheben.

## Regelungen im britischen Strafrecht
Die vorstehende Regelung rule against double jeopardy („Gesetz gegen doppelte Gefährdung“) galt allgemein im anglo-amerikanischen Strafrecht. Das angelsächsische Strafrecht hatte jahrhundertelang die Rechtskraft eines ergangenen Urteils über die materielle Gerechtigkeit gestellt und gemeint, dass selbst bei erwiesener Täterschaft durch Sachbeweis oder sogar Geständnis kein neues Verfahren durchgeführt werden dürfe. Eine zweite Strafanklage war daher unzulässig, wenn sie Delikte zur Aburteilung bringen wollte, die mit den bereits zuvor verhandelten Straftaten in allen rechtlichen und tatsächlichen Elementen identisch oder deren Unrechtselemente darin zumindest mit enthalten waren, denn dann hätten diese Delikte bereits zuvor mit abgeurteilt werden können (per verdict of guilty of a lesser offence). Das führte dann dazu, dass in einem spektakulären Prozess mangels Beweises fälschlich freigesprochene Täter ihre Geschichte für viel Geld an große Zeitungen verkauften, ohne ein erneutes Strafverfahren befürchten zu müssen: Reich und berühmt durch Fehlurteil, das ging im Laufe der Zeit gegen das gewandelte allgemeine Rechtsgefühl. Es wurde mit der Zeit insbesondere im Fall Brian Donald Hume als so empörend empfunden, dass eine mehr der deutschen Regelung des § 362 StPO entsprechende Neuregelung 1996 auch in Großbritannien eingeführt und damit sukzessiv eine Durchbrechung der Rechtskraft zuungunsten des fälschlicherweise Freigesprochenen vorgenommen wurde. Zunächst wurden Rechtsmittelrechte der Staatsanwaltschaft eingeführt. 1996 und 2003 wurde die Möglichkeit der Wiederaufnahme zuungunsten eines rechtskräftig Freigesprochenen eingeführt, wenn der (Teil-)Freispruch auf gravierenden Verfahrensmanipulationen beruht („tainted acquittal exception“) oder die Tat nachträglich durch neue „zwingende“ Belastungsbeweise nachweisbar geworden war („new and compelling evidence exception“). Durch den „Criminal Justice Act 2003“ für England und Wales (und nur in einem geringeren Umfang auch für Schottland und Nordirland) ist nunmehr bei nachträglichem Geständnis ebenfalls eine Wiederaufnahme in malam partem möglich. Dahinter steht der Gedanke: Wenn ein Täter von sich aus gesteht, dann reiße er selbst den Vorhang, der die Tat verschleierte, weg und brauche nicht den Schutz des Doppelverfolgungsverbotes in derselben Sache. Jetzt ist es nicht mehr möglich, Justiz und Opfer durch ein nachträgliches Geständnis zu verhöhnen und damit auch noch Geld zu verdienen. So kam es 2006 im Fall R. v. Dunlop das erste Mal im Anschluss an ein glaubhaftes Geständnis zur Korrektur eines rechtskräftig ergangenen Freispruchs.
Hat ein rechtskräftig Verurteilter eine Strafe verbüßt, darf ihm ebenfalls nicht wieder der Prozess für ein und dieselbe Straftat gemacht werden.